# 桶孔隔膜

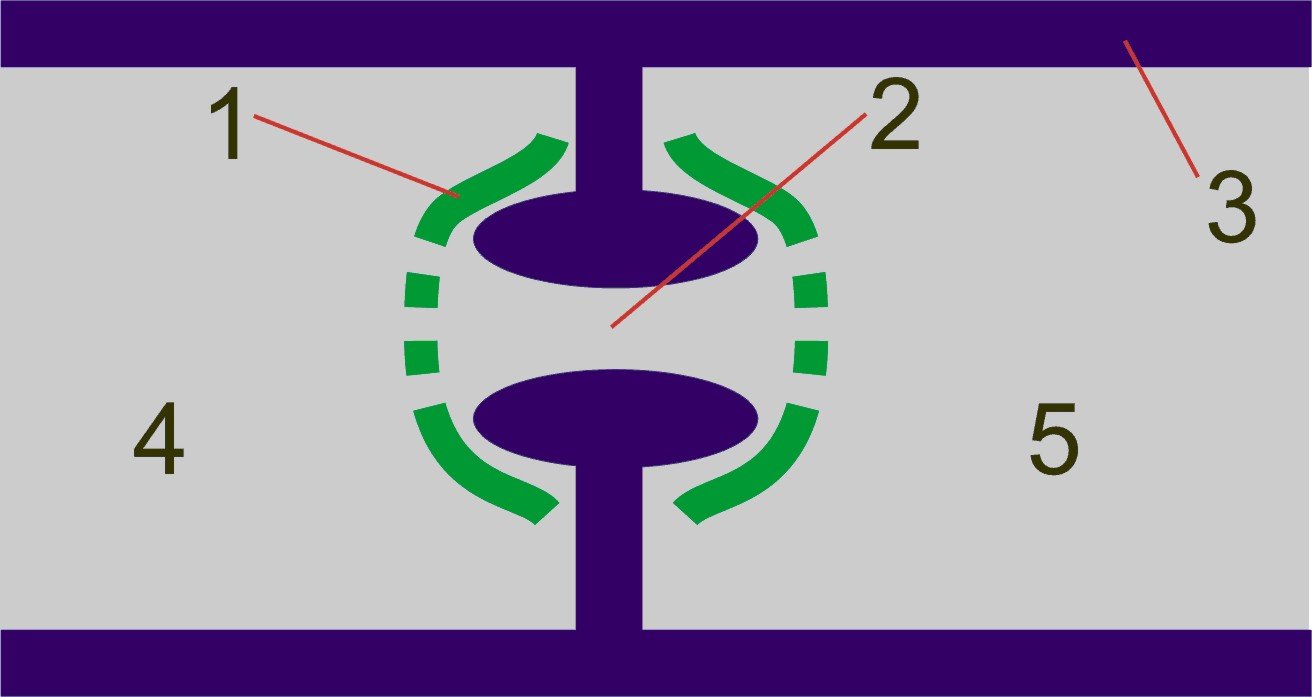
部分擔子菌門真菌的菌絲，桶孔隔膜（2）為桶孔覆墊（1）所環繞，桶孔隔膜中有小孔，可使細胞質在前後兩細胞間流動

桶孔隔膜（Dolipore septum）是擔子菌門傘菌綱真菌菌絲中的一種隔膜，為真菌最複雜的一種隔膜，最早於1962年由美國真菌學家羅耶·摩爾與詹姆士·麦卡利尔（James Mcalear）發現與描述。擔子菌門中，只有傘菌綱的物種（即蕈類）有觀察到桶孔隔膜，柄鏽菌綱與黑粉菌綱的物種則闕如。

## 形態
桶孔隔膜的特徵為隔膜在中央孔洞的周圍膨大，形成桶狀的結構，兩側通常被名為桶孔覆墊的特化膜狀胞器所包圍。隔膜中的孔洞大小約為0.1-0.2微米，可使細胞質在前後兩細胞間流動，也可使粒線體、細胞核等胞器通過，其通透性隨菌絲的生長狀態而改變，可用以調節物質的流動。
雙核與單核的菌絲中，桶孔隔膜的形態與組成有所不同，當兩株真菌的菌絲發生胞質融合而從單核變為雙核時，原有的桶孔隔膜會被分解，並新形成結構較穩定的桶孔隔膜:178。單核菌絲的桶孔隔膜是由內質網衍生的構造，亦與內質網相連，雙核菌絲的桶孔隔膜則是雙層膜的構造，不與內質網相連。另外單核菌絲的桶孔覆墊上有許多孔洞，使細胞質與胞器通透，雙核菌絲的則沒有孔洞，且桶孔隔膜的兩端開口還可能被栓狀構造堵住，推測是為維持雙核體中異質雙核的狀態，防止細胞核在細胞間流動。有研究顯示白絨鬼傘為一例外，其雙核菌絲中的桶孔隔膜萎縮，形成如子囊菌門真菌般的簡單隔膜，因此有細胞核通透的現象。

## 組成
桶孔隔膜最內層的組成成分為幾丁質，外側則為次生細胞壁，成分為幾丁質與R-葡聚糖以共價結合而成的的聚合物，而菌絲本身在次生細胞壁之外，尚有由S-葡聚糖組成的初生細胞壁。單核與雙核菌絲的桶孔隔膜的組成可能不同，前者的桶孔隔膜可被幾丁質酶與葡聚糖酶分解，後者的則比較穩定，不被這些酵素分解:183。

## 機制
桶孔隔膜的產生過程可能有微絲的參與，當桶孔隔膜往中間生長時，孔洞的縮小導致微絲束的緊縮，且隔膜中的栓狀物質受壓增加，使隔膜不能再往中間生長，而轉而向兩側延展，形成桶狀的突起構造:185。
多數擔子菌的桶孔隔膜平時沒有堵塞，有些種類的桶孔隔膜中央孔洞中則可能有狀如軟木塞的阻塞物，亦有微絲通過:185，但這些阻塞物也不一定都能阻斷細胞質的流通，有研究顯示當菌絲發生損傷時，桶孔隔膜會迅速被堵塞，以避免鄰近細胞的細胞質外流，堵塞的過程分為兩階段，第一階段在30秒內即發生，將孔洞的兩端開口堵上，第二階段則在10分鐘內完成，將孔洞完全填滿。用於堵塞孔洞的物質成分仍不明，有微絲、內質網與桶孔覆墊等多種說法。